# Hypognatha furcifera
Hypognatha furcifera är en spindelart som först beskrevs av O. Pickard-Cambridge 1881.  Hypognatha furcifera ingår i släktet Hypognatha och familjen hjulspindlar. Inga underarter finns listade i Catalogue of Life.